# Palena od Mauija
Kralj Palena je bio kralj Mauija na drevnim Havajima. Spomenut je u drevnim pojanjima kojima su drevni Havajci prenosili usmeno svoju povijest.
Postojala je i plemkinja s istim imenom, koja je bila žena Panaikaiaikija i majka Ahulija.
Kralj Palena je rođen oko 1120. godine u mjestu zvanom Mokae na Mauiju. 
Otac mu je bio kralj Haho, sin Paumakue, a majka kraljica Kauilaʻanapa.
Palena je oženio svoju polusestru – Hiʻilani-Hiʻileialialiju.
Imao je jednog sina zvanog Hanalaʻa ili dvojicu sinova koji su znani kao Hanalaʻa-nui i Hanalaʻa-iki.